# Pouteria adolfi-friedericii
Pouteria adolfi-friedericii är en tvåhjärtbladig växtart som först beskrevs av Adolf Engler, och fick sitt nu gällande namn av Adrianus Dirk Jacob Meeuse. Pouteria adolfi-friedericii ingår i släktet Pouteria och familjen Sapotaceae.

## Underarter
Arten delas in i följande underarter:
- P. a. adolfi-friedericii
- P. a. australis
- P. a. floccosa
- P. a. keniensis
- P. a. usambarensis